# Scott Goodman
Scott Goodman (n. 20 august 1973, Hobart, Tasmania, Australia) este un înotător australian, medaliat olimpic. A participat la o ediție a Jocurilor Olimpice (1996) în care a câștigat două medalii de bronz.